# 卡斯特罗菲利波
卡斯特罗菲利波（義大利語：Castrofilippo），是意大利阿格里真托省的一个市镇。总面积17.96平方公里，人口3049人，人口密度169.8人/平方公里（2009年）。ISTAT代码为084013。